# تپه چگااورک
تپه چگااورک مربوط به دوران پیش از تاریخ ایران باستان است و در شهرستان ایذه، بخش مرکزی، دهستان حومه شرقی، روستای کول فرح واقع شده است و این اثر در تاریخ ۲۵ آبان ۱۳۸۷ با شمارهٔ ثبت ۲۳۷۸۵ به‌عنوان یکی از آثار ملی ایران به ثبت رسیده است.